# Louis xứ Évreux
Louis xứ Évreux (3 tháng 5 năm 1276 - 19 tháng 5 năm 1319, Paris) là một hoàng tử, con trai duy nhất của Vua Philippe III của Pháp và người vợ thứ hai Maria xứ Brabant, và do đó là anh em cùng cha khác mẹ của Vua Philippe IV của Pháp.
Louis có một tính cách trầm lặng, nhạy cảm và phản đối chính trị với âm mưu của người anh cùng cha khác mẹ Charles xứ Valois. Tuy nhiên, ông lại thân thiết với cháu trai Philippe V của Pháp.
Ông kết hôn với Marguerite xứ Artois, con gái của Philip xứ Artois và em gái của Robert III xứ Artois, và có năm người con:
1. Marie (1303 – 31 tháng 10 năm 1335), kết hôn vào năm 1311 với John III, Công tước xứ Brabant[2]
2. Charles (khoảng 1336), Bá tước xứ Étampes[2] kết hôn với Maria de la Cerda, Quý cô xứ Lunel, con gái của Fernando de la Cerda.
3. Philippe III, Quốc vương Navarra (1306–1343), kết hôn với Juana II của Navarra.[3]
4. Margaret (1307–1350), kết hôn năm 1325 với William XII xứ Auvergne[2]
5. Jeanne (1310–1370), kết hôn với Charles IV của Pháp[3].